# 和田俊輔
和田 俊輔（わだ しゅんすけ、1月30日生）は、日本の作曲家、編曲家。愛媛県出身。近畿大学卒業。自身がプロデュースする音楽ユニット、妄想ミュージカル楽団「てらりすと」としても活動中。株式会社キューブ所属。株式会社OTO.LIKO代表取締役兼CEO。

## 来歴
独学で音楽を学び、近畿大学在学中の1998年に竹内佑が主宰する劇団・デス電所の旗揚げに参加し、劇伴音楽の製作を本格的に始める。以来、2012年の退団まで、全公演の劇伴音楽を手がける。舞台の劇伴音楽の制作が多く、アーティストや映像作品等にも楽曲提供を行っている。
また、自身の音楽ユニット、妄想ミュージカル楽団「てらりすと」では、作曲とプロデュースを担当し、ボーカルの新良エツ子が一人でミュージカルを行うパフォーマンスが注目を集めている。
2018年12月21日、新良エツ子と結婚。
2021年7月27日、株式会社OTO.LIKO（おとりこ）を設立。
2021年7月末日をもって株式会社ネネネユナイテッドを退社し、8月より株式会社キューブに所属。

## 主な作品

### 舞台
2008年
- 「49日後…」（作：竹内佑 / 演出：池田成志）

2009年
- 音楽舞闘会 黒執事 〜その執事、友好〜（原作：枢やな / 作・演出：浅沼晋太郎）
- 「静かじゃない大地」（作・演出：G2）
- 劇団ひまわり「ROMEO+JULIET THE MUSICAL」（脚本・演出：大塚雅史）

2010年
- 「アリバイのない天使」（作・演出：G2）
- 「音楽劇ACT泉鏡花」（作・演出：加藤直）
- 「NECK」（作：竹内佑 / 演出：河原雅彦）

2011年
- 「ギルバート・グレイプ」（演出：G2）
- 「千年女優」（原作：今敏 / 脚本・演出：末満健一）
- AND ENDLESS「NEW WORLD」「美しの水」（作・演出：西田大輔）
- 「6月のビターオレンジ」（作・演出：G2）
- 「有毒少年」（作・演出：末満健一）
- 「裏切りは僕の名前を知っている Vol.1 -キミという名の光の中で-」（原作：小田切ほたる / 演出：滝井サトル）

2012年
- 「RE-INCARNATION」（作・演出：西田大輔）
- ピースピット「TRINITY THE TRUMP -トリニティ・ザ・トランプ-」（作・演出：末満健一）
- VISUALIVE「ペルソナ4」（脚本・演出：浅沼晋太郎）
- 「TEXAS-テキサス」（作：長塚圭史 / 演出：河原雅彦）
- 「ステーシーズ 少女再殺歌劇」（原作：大槻ケンヂ / 脚本・演出：末満健一）
- 「飛び加藤〜幻惑使いの不惑の忍者〜」（脚本：蒔田光治 / 演出：河原雅彦）
- 「灰色のカナリア」（作・演出：G2）
- 「裏切りは僕の名前を知っている Vol.2 -許されざる望みの彼方へ-」（原作：小田切ほたる / 演出：滝井サトル）
- 柿喰う客「無差別」（作・演出：中屋敷法仁）
- 超絶☆歌劇団（作・演出：ほさかよう）「妄想GiRLS」「回想GiRLS」作曲
- ミュージカル「デュエット」（演出：錦織一清）音楽監督
- 「こどもの一生」（作：中島らも / 演出：G2）
- 「裏切りは僕の名前を知っている Vol.3 -深紅にとけゆく想いの果てに-」（原作：小田切ほたる / 演出：滝井サトル）

2013年
- Dステ12th「TRUMP」（作・演出：末満健一）
- 「NO WORDS, NO TIME 〜空に落ちた涙〜」（作・演出：G2）
- 「+GOLD FISH」（作・演出：西田大輔）
- 「デキルカギリ」（作・演出：G2）
- 「八犬伝」（台本：青木豪 / 演出：河原雅彦）
- Dステ13th「チョンガンネ 〜おいしい人生お届けします〜」（演出・訳詞・上演台本：中屋敷法仁）音楽監督
- ミュージカル「マイ・フェア・レディ」（演出：G2）音楽監督
- 東京パフォーマンスドール PLAY × LIVE「1×0」（演出：ウォーリー木下）
- 柿喰う客 女体シェイクスピア004 「失禁リア王」（作：ウィリアム・シェイクスピア / 脚色・演出：中屋敷法仁）
- ゲキハロ第13回公演「我らジャンヌ 〜少女聖戦歌劇〜」（作・演出：末満健一）
- 「RE-INCARNATION―RE-BIRTH―」（作・演出：西田大輔）
- 「大和三銃士 虹の獅子たち」（演出：きだつよし）
- 「ぶっせん」（原作：三宅乱丈 / 脚本・演出：福原充則）

2014年
- パルコ・プロデュース公演 ねずみの三銃士第3回企画公演「万獣こわい」（作：宮藤官九郎 / 演出：河原雅彦）
- 「フォレスト・ガンプ」（演出・上演台本：G2）
- ベッド&メイキングス第三回公演 野外劇「南の島に雪が降る」（脚本・演出：福原充則）
- 演劇女子部 ミュージカル「LILIUM-リリウム 少女純潔歌劇-」（作・演出：末満健一 / 主演：鞘師里保・和田彩花）[7]
- 「カッコーの巣の上で」（演出：河原雅彦）
- 東宝 × 30-DELUX Special Theater「マホロバ」（作・演出：西森英行）
- Théâtre de Yûhi Vol.1「La Vie – 彼女が描く、絵の世界」（脚本・演出：児玉明子 / 出演・企画プロデュース：大空祐飛）
- ナイロン100℃ 42nd SESSION「社長吸血記」（作・演出：ケラリーノ・サンドロヴィッチ）
- 演劇女子部 S/mileage's JUKEBOX MUSICAL 「SMILE FANTASY!」（脚本・演出：末満健一）
- 演劇女子部「ミュージカル 恋するハローキティ」（脚本：坪田文 / 演出：西森英行）[8]
- Office ENDLESS produce vol.15「RE-INCARNATION 〜RE-VIVAL〜」（作・演出：西田大輔）

2015年
- パルコ・プロデュース公演 歌謡ファンク喜劇「いやおうなしに」（演出：河原雅彦 / 脚本：福原充則）音楽監督
- 演劇女子部 ミュージカル「Week End Survivor」（演出：大岩美智子）
- 東京ワンピースタワー「ONE PIECE LIVE ATTRACTION」（演出・共同脚本：ウォーリー木下）
- 舞台「嵐が丘」（脚本・演出：G2）
- 30-DELUX Dynamic Arrangement Theater「新版・義経千本桜」（脚本：西森英行 / 演出：伊勢直弘）
- 「ダイヤのA」The LIVE（脚本・演出：浅沼晋太郎）
- ハイパープロジェクション演劇「ハイキュー!!」（演出：ウォーリー木下 / 脚本：中屋敷法仁）

2016年
- ハイパープロジェクション演劇「ハイキュー!!」”頂の景色”（演出：ウォーリー木下 / 脚本：中屋敷法仁）
- ハイパープロジェクション演劇「ハイキュー!!」“烏野、復活!”（演出：ウォーリー木下 / 脚本：中屋敷法仁・ウォーリー木下）
- ミュージカル「バイオハザード」〜ヴォイス・オブ・ガイア〜（脚本・演出：G2）
- ミュージカル「黒執事」〜NOAH'S ARK CIRCUS〜（原作：枢やな] / 脚本：竜崎だいち・毛利亘宏 / 演出：毛利亘宏）
- 東京ワンピースタワー「ONE PIECE LIVE ATTRACTION|ONE PIECE LIVE ATTRACTION 〝2〟（セカンド）」（演出：ウォーリー木下）
- ライブ・スペクタクル「NARUTO -ナルト-」（脚本・演出：児玉明子）※メインテーマ
- 「終わりのセラフ」The Musical（演出：元吉庸泰）
- ライブ・ファンタジー「FAIRY TAIL」（脚本・演出：児玉明子）
- 舞台「パタリロ!」（脚本：池田鉄洋 / 演出：小林顕作）
- Live Performance Stage「チア男子!!」（脚本：伊藤マサミ・入江おろぱ / 演出：伊藤マサミ）
- 演劇女子部「続・11人いる! 東の地平・西の永遠」（主演：モーニング娘。'16 / 演出：西森英行）
- 演劇女子部「気絶するほど愛してる!」（主演：カントリー・ガールズ・つばきファクトリー / 演出：大岩美智子）
- パルコ・プロデュース公演「露出狂」（作･演出：中屋敷法仁）
- Patch stage vol.8 浮世戯言歌劇「磯部磯兵衛物語　〜浮世はつらいよ〜」高尾山地獄修業編（脚本・演出：末満健一）
- Patch stage vol.9 舞台「磯部磯兵衛物語 〜浮世はつらいよ〜 天晴版」（脚本・演出：末満健一）
- 30-DELUX Dynamic Arrangement Theater「新版 国性爺合戦」（作：西森英行 / 演出：伊勢直弘）
- AGAPE store「七つの秘密」（脚本：細川徹 / 演出：G2）
- 「ダイヤのA」The LIVE Ⅱ（脚本・演出：浅沼晋太郎）
- 「ダイヤのA」The LIVE Ⅱ（脚本・演出：浅沼晋太郎）
- ブルーシャトルプロデュース『龍の羅針盤』（脚本・演出・照明：大塚雅史）
- ブルーシャトルプロデュース「真田幸村」（脚本・演出・照明：大塚雅史）

2017年
- エン*ゲキ#02「スター☆ピープルズ!!」（1月5日 - 11日、作・演出：池田純矢）[9]
- 舞台「JKニンジャガールズ」（2月23日 - 3月4日、脚本：伴一彦 / 演出：星田良子 / 主演：こぶしファクトリー）[10]
- ベッド&メイキングス第5回公演「あたらしいエクスプロジョーン」（3月3日 - 21日、作・演出：福原充則）[11]
- ハイパープロジェクション演劇「ハイキュー!!」“勝者と敗者”（3月24日 - 5月7日、演出：ウォーリー木下）[12]
- 東京ワンピースタワー「ONE PIECE LIVE ATTRACTION 〝3〟（サード）『PHANTOM（ファントム）』」（4月29日開幕、演出：ウォーリー木下）[13]
- ライブ・スペクタクル「NARUTO-ナルト-」〜暁の調べ〜（5月19日 - 8月6日、脚本・演出：児玉明子）[14]
- 演劇女子部「ファラオの墓」（6月2日 - 11日、脚本：清水有生 / 演出：太田善也 / 主演：モーニング娘。'17）[15]
- ミュージカル「悪ノ娘」（6月4日 - 11日、脚本・演出：トクナガヒデカツ / 主演：田中れいな）[16]
- 「MOJO」（6月23日 - 7月14日、原作：ジェズ・バターワース / 演出・上演台本：青木豪）[17]
- ピースピット2017年本公演「グランギニョル」（7月29日 - 8月20日、作・演出：末満健一）[18]
- 「ロマンシング サガ THE STAGE 〜ロアーヌが燃える日〜」（4月15日 - 5月7日、世界観監修・脚本原案：河津秋敏 / 脚本：とちぼり木 / 演出：米山和仁）[19]
- 舞台「煉獄に笑う」（8月24日 - 9月10日、脚本・演出：西田大輔）[20]
- PARCO & CUBE 20th present「人間風車」（9月28日 - 10月9日、作：後藤ひろひと / 演出：河原雅彦 / 主演：成河）[21]
- ライブ・インパクト『進撃の巨人』（7月28日 - 9月3日予定→公演中止、原作：諫山創 / 脚本：松村武 / 演出：児玉明子）[22]
- 「ダイヤのA」 The LIVE IV（9月7日 - 24日、脚本・演出：浅沼晋太郎）[23]
- 演劇女子部「夢見るテレビジョン」（10月5日 - 15日、脚本：太田善也 / 演出：吉田健 / 主演：アンジュルム）[24]
- 演劇女子部「一枚のチケット 〜ビートルズがやってくる!〜」（11月27日 - 12月3日、脚本：清水有生 / 演出：星田良子 / 主演：矢島舞美）[25]

2017年 - 2018年
- ブルーシャトルプロデュース「新選組」（12月15日 - 2018年1月29日、脚本・演出：大塚雅史）[26]
- ミュージカル「黒執事」-Tango on the Campania-（12月31日 - 2018年2月12日、原作：枢やな / 脚本：Two hats Ltd. / 演出：児玉明子）[27]

2018年
- 演劇女子部「タイムリピート ～永遠に君を想う～」 (9月28日 - 10月8日、脚本：太田善也 / 演出：西森英行 / 主演：Juice=Juice)[28]

2019年
- 演劇女子部「不思議の国のアリスたち」（4月18日 - 4月29日、脚本・演出：太田善也 / 主演：BEYOOOOONDS）

2020年
- 演劇女子部「アラビヨーンズナイト」（10月9日 - 18日、脚本・演出：太田善也 / 主演：BEYOOOOONDS）

2021年
- 演劇女子部「眠れる森のビヨ」（4月16日 - 25日、脚本・演出：中島庸介 / 主演：BEYOOOOONDS）
- 「バクマン。」THE STAGE（10月8日 - 31日、演出・脚本：ウォーリー木下）

2022年
- ミュージカル「ロミオの青い空」（3月30日 - 4月3日、脚本：鄭光誠 / 演出：西森英行）
- ミュージカル「ピオフィオーレの晩鐘」（5月5日 - 5月15日、脚本：桜木さやか/総合演出：野坂実/演出：小谷嘉一）[29]
- 演劇女子部「ビヨサイユ宮殿」（11月11日 - 20日、脚本・演出：毛利亘宏 / 主演：BEYOOOOONDS）

2023年
- 演劇女子部「ビヨスパイ～消えたアタッシュケース～」（11月11日 - 26日、脚本：渡辺千穂 / 演出：西森英行 / 主演：BEYOOOOONDS）

2023年
- 演劇女子部「ミラーガール」（11月8日 - 17日、脚本：渡辺千穂 / 演出：西森英行 / 主演：OCHA NORMA）

### テレビ
2012年
- 『医療の扉』（BS日テレ）

2013年
- 『ぶっせん』（TBSテレビ）

2019年
- 読売テレビ開局60年記念スペシャルドラマ『約束のステージ 〜時を駆けるふたりの歌〜』（読売テレビ）
- 『わたし旦那をシェアしてた』（読売テレビ）

2024年
- 『デリコズ・ナーサリー』[30]

### 映画
2010年
- 『昆虫物語 みつばちハッチ〜勇気のメロディ〜』音楽監督・蔦谷好位置の作曲補・編曲補

2017年
- 『JKニンジャガールズ』（監督：佐藤源太 / 脚本：伴一彦 / 出演：こぶしファクトリー・浅野ゆう子・マギー・ベッキー・温水洋一・平賀雅臣・八十田勇一・小松利昌 ほか）

### ラジオ
2011年
- ラジオドラマ『優雅な食卓』 (NHK-FM)

### アーティスト
2009年
- 松下優也
  - 「彼方へ -独唱-」（作曲）

2010年
- 関ジャニ∞
  - 「8UPPERS FEATURE MUSIC FILM」（一部編曲）

2011年
- 珠妃
  - 「「い」ないあなた」（作曲・編曲）
- 福山潤
  - 「Program Me」（作曲・編曲）
- RYOEI
  - 「童神」（沖縄民謡を編曲）

2014年
- モモ（鞘師里保）&コーラス：モーニング娘。
  - 「キマグレ絶望アリガトウ」（作曲・編曲）[31]

2015年
- Berryz工房
  - 「我らジャンヌ (New Recording)」（作曲・編曲）[32]
- こぶしファクトリー
  - 「サバイバー」（作曲・編曲）[33]
- チャオ ベッラ チンクエッティ（元：THE ポッシボー）
  - 「Never Never Give Up」（作曲・編曲）[34]
- LoVendoЯ
  - 「激おこ!な出来事」（作曲）[35][36]
- 杏子
  - 「Flamingo Rose」（作曲・編曲）

2016年
- LoVendoЯ
  - 「愛の売り子」（作曲）[36]

2017年
- こぶしファクトリー
  - 「闇に抜け駆け」（作曲・編曲）[37]
  - 「ピッチピチトモダッチ」（作曲・編曲）[37]
- LoVendoЯ
  - 「未完成ムスメ」（作曲） - ミュージカル「悪ノ娘」の楽曲をLoVendoЯ用にリメイク
- 東京パフォーマンスドール
  - 「FREEDOM」（共作詞・作曲・編曲）[38]

2018年
- 田中れいな
  - 「別に、好きじゃないし」（作曲・編曲）[39]
  - 「アクロBADガール」（作曲・編曲）[39]

2019年
- 田村芽実
  - 「無形有形」（作曲・編曲）

### サウンドトラック
2014年
- 演劇女子部 ミュージカル「LILIUM-リリウム 少女純潔歌劇-」オリジナルサウンドトラック (14曲入りCD)[40]
- 演劇女子部 ミュージカル「LILIUM-リリウム 少女純潔歌劇-」（本編DVD＋オリジナルサウンドトラック16曲入りCD）[41]
- 演劇女子部 S/mileage's JUKEBOX-MUSICAL『SMILE FANTASY!』（3曲入りCD）[42]
- 演劇女子部 S/mileage's JUKEBOX-MUSICAL『SMILE FANTASY!』（本編DVD＋オリジナルサウンドトラックCD）[43]
- 演劇女子部「ミュージカル 恋するハローキティ」オリジナルミニアルバム (5曲入りCD)[44]
- 演劇女子部「ミュージカル 恋するハローキティ」（本編DVD＋オリジナルサウンドトラックCD）[45]
- 東宝×30-DELUX Special Theater「マホロバ」オリジナルサウンドトラック
- 劇団朱雀MIX「オレノカタワレ 〜早天の章〜」オリジナルサウンドトラック

2015年
- 演劇女子部 ミュージカル「Week End Survivor」（本編DVD＋オリジナルサウンドトラックCD）[46]
- 30-DELUX Dynamic Arrangement Theater「新版・義経千本桜」オリジナルサウンドトラック
- ブルーシャトルプロデュース「幸村 〜真田戦記〜」オリジナルサウンドトラック

2016年
- ハイパープロジェクション演劇「ハイキュー!!」オリジナルサウンドトラックCD
- 11人いる!#舞台|演劇女子部「続・11人いる! 東の地平・西の永遠」オリジナルサウンドトラック（3曲入りCD）[47]
- 演劇女子部「続・11人いる!東の地平・西の永遠」（本編DVD 2枚＋オリジナルサウンドトラックCD 2枚）[48]
- 30-DELUX Dynamic Arrangement Theater「新版 国性爺合戦」オリジナルサウンドトラック

2017年
- 演劇女子部「ファラオの墓」オリジナルサウンドトラック (5曲入りCD)[49]
- 演劇女子部「ファラオの墓」（本編DVD 2枚＋オリジナルサウンドトラックCD）[50]
- 映画&舞台「JKニンジャガールズ」オリジナルサウンドトラック[51]

### その他
2014年
- 東京書籍「振付稼業air:manの踊る教科書」
- SHISEIDOビューティーコンサルタント誕生 80周年記念公演 新・近代美容劇「ひとを美しくするひと」

2016年
- 大空祐飛「SING & TALK SHOW」※音楽監督

2017年
- 「SOLIDEMO 2nd Tour 2016-2017」※ライブ演出BGM

## デス電所
※全公演、竹内佑が作・演出を務める。
1998年
- 第1回公演「THE BEGINNING AND THE END」

1999年
- 第2回公演「愛情スプラッタベイビー」
- 短編「腐っても抱く」

2000年
- 番外公演「(212)」
- 第3回公演「THE BEGINNING AND THE END」(再演)
- 第4回公演「屍キングダム」

2001年
- 第5回公演「仔犬、大怪我」
- 第2回番外公演「ジャパン」
- 第6回公演「WORLDS END SAYONARA」

2002年
- 第7回公演「輪廻は斬りつける〜ツヤマ・ミーツ・アサマ・ハッシャ・グラインドコア」
- 第8回公演「刹那が永久〜SETSUNA 我 TOWA」

2003年
- 第9回公演「消えズ魔9」
- 第10回公演「煉獄の側で鯖が燃える」

2004年
- 第11回公演「ちょっちゅ念」
- 第12回公演「亜沙子の剥製が路地裏の彼方へ」

2005年
- 第13回公演「散戒」
- 第14回公演「音速漂流歌劇団」（第13回OMS戯曲賞大賞受賞）

2006年
- 第15回公演「夕景殺伐メロウ」

2007年
- 第16回公演「輪廻は斬りつける(再)」
- 第17回公演「残魂エンド摂氏零度」

2008年
- 第18回公演「ヌンチャクトカレフ鉈鉄球」

2010年
- 第19回公演「急襲キルフィールド」
- 第20回公演「丸ノ子ちゃんと電ノ子さん」
- 第21回公演「空洞メディアクリエイター」

2011年
- 第22回公演「STRIKE BACK 先輩」

2012年
- 第23回公演「ジョギリ婦人」
- 第24回公演「神様のいないシフト」

## てらりすと
2009年
- 1st ALBUM「そうそううつうつしてらんない」リリース

2010年
- 1st STAGE「人デナシノ唄」
- 2nd ALBUM「人デナシノ唄 Original Sound Tracks＆Live DVD」リリース

2011年
- 1st SINGLE「LIGHT」リリース
- 2nd STAGE「OVER OVER THE RAINBOW」
- 3rd STAGE「ロミオやらジュリエットやら」
- 2nd SINGLE「踊らにゃ盆盆」リリース
- 3rd ALBUM「OVER OVER THE RAINBOW Original Sound Tracks & Live DVD」リリース

2013年
- 4th STAGE「自決女」
- 4th ALBUM「てらベスト Vol.1」リリース
- 5th ALBUM「そうそうぐずぐずしてらんない」リリース
- 5th STAGE「THE 山手 ワンマンライブ YAMANOTE ROLLING STONE」
- 6th ALBUM「ロミオやらジュリエットやら Original Sound Tracks & Live DVD」リリース

2015年
- 6th STAGE「アナーキー・イン・ザ・ダーク」
- 7th STAGE「てら×てら×てら」